# 鈴木昭憲
鈴木昭憲（すずき あきのり、1935年5月13日 - ）は、日本の生物有機化学者。神奈川県出身。
昆虫や植物の生理活性物質の研究に大きく貢献した。東京大学副学長や秋田県立大学学長としての職務も行った。1997年の東大総長選では決選投票で蓮實重彦に敗れた。

## 履歴
- 1935年 5月 - 神奈川県茅ケ崎町（現：茅ヶ崎市）円蔵に生まれる。
- 1959年 3月 - 東京大学農学部農芸化学科卒業
- 1962年 9月 - 東京大学農学部助手
- 1965年 9月 - 農学博士の学位を授与される。
- 1970年 1月 - 東京大学農学部助教授
- 1977年 8月 - 東京大学農学部教授（農芸化学科生物有機化学講座担任）
- 1990年 4月 - 科学官併任（文部省高等教育局、1994年まで）
- 1992年 4月 - 東京大学農学部長併任（1994年9月まで）
- 1994年 3月 - 秋田県立大学構想検討委員会委員委嘱（秋田県）
- 1994年10月 - 東京大学副学長併任（1997年3月31日まで）
- 1995年 8月 - 秋田県県立大学基本構想策定委員会委員委嘱（秋田県）
- 1996年 4月 - 農林水産省農林水産技術会議委員併任（平成年まで）
- 1996年10月 - （仮称）秋田県立大学創設準備委員会委員長委嘱（秋田県）
- 1997年 3月 - 東京大学停年退官
- 1997年 5月 - 東京大学名誉教授
- 1999年 4月 - 秋田県立大学初代学長
- 2006年 3月 - 秋田県立大学長退職
- 2006年 7月 - 秋田県立大名誉教授
- 2006年 1月 - 平成18年度宮中講書始の儀 進講者 （宮内庁）

## 主な学会及び社会活動等
- 1994年 2月 - 文部省学術審議会委員（2002年1月まで）
- 1994年 7月 - 日本学術会議会員（第16期、任期3年）
- 1996年 4月 - 農林水産省農林水産技術会議委員併任（2004年まで）
- 1998年 3月 - 日本化学会名誉会員
- 2000年 4月 - 戦略的基礎研究（CREST）研究領域「植物の機能と制御」研究統括（科学技術振興事業団、2008年3月まで）
- 2001年 3月 - 日本農芸化学会名誉会員
- 2005年10月 - 日本ペプチド学会名誉会員
- 2006年 1月 - 日本農学会会長 （2010年1月まで）
- 2006年 3月 - 日本学術会議連携会員（2011年9月まで）
- 2006年 6月 - 日本農業研究所理事
- 2006年 7月 - 日本農学アカデミー会長 （2010年7月まで）
- 2007年 8月 - （財）日本国際教育支援協会 副会長 （2013年7月まで）
- 2011年 7月 - 学校法人　東京農業大学理事
- 2013年 8月 - （財）日本国際教育支援協会 会長

## 受賞・栄典
- 1972年 4月 - 農芸化学奨励賞
- 1983年10月 - 日本動物学会賞
- 1988年 4月 - 日本農芸化学会賞
- 1992年 6月 - 日本学士院賞（石崎宏矩名古屋大学教授との共同研究、「カイコ脳神経ペプチドに関する化学的・分子生物学的研究」）
- 1996年 1月 - ヘイロフスキー記念メダル（チェコ共和国科学アカデミー）[7]
- 1996年 6月 - 藤原賞（「昆虫脳神経ペプチドに関する化学的・分子生物学的研究」）
- 2005年11月 - 文化功労者顕彰
- 2009年11月 - 瑞宝重光章